# 伏見博英
伏見 博英（ふしみ ひろひで、1912年〈大正元年〉10月4日 - 1943年〈昭和18年〉8月21日）は、日本の皇族、華族、海軍軍人。第二次世界大戦時に太平洋戦線で戦死。最終階級は海軍少佐。爵位は伯爵。臣籍降下以前の名は博英王（ひろひでおう）。

## 略歴

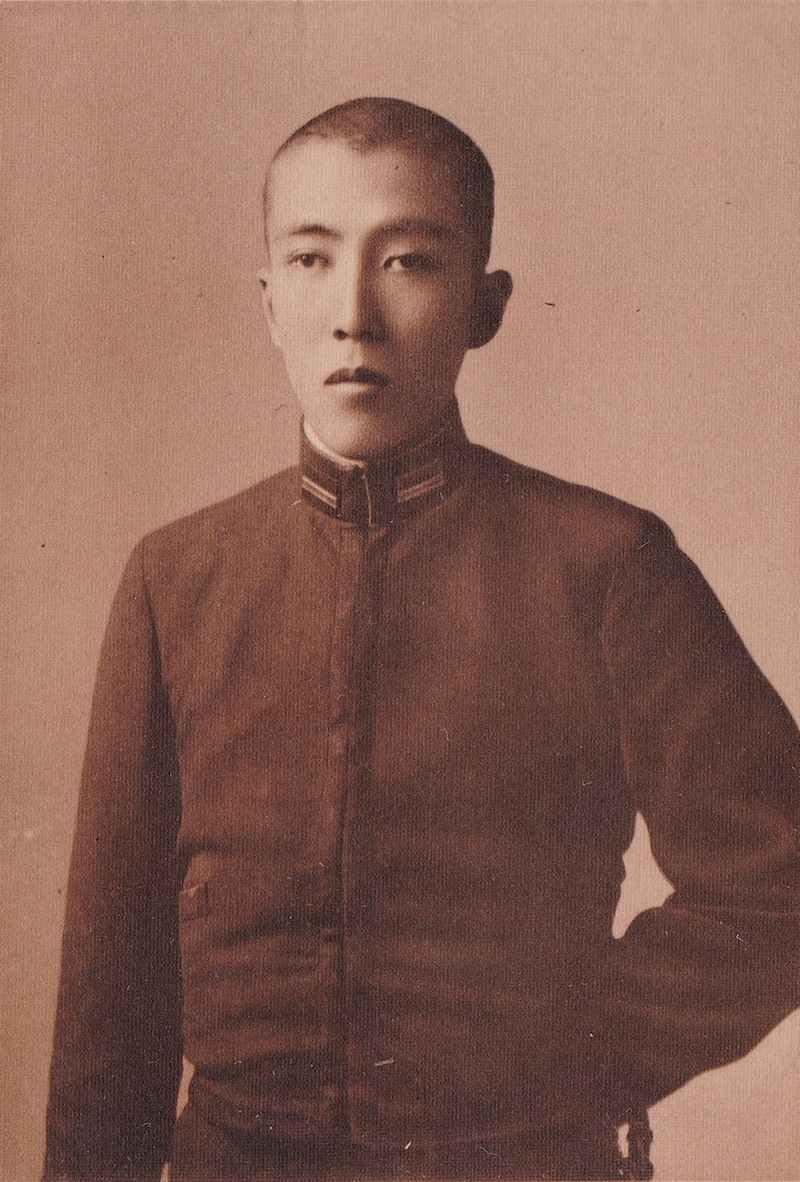
博英王（1934年頃、海軍少尉候補生）

1912年10月4日に誕生。伏見宮博恭王の第4王子。香淳皇后（昭和天皇后）の再従弟にあたる。
海軍兵学校（第62期）卒業。同期に同じく戦死した皇族軍人の音羽正彦少佐など。
最上級生のときは、ノーブルな雰囲気ながらも下級生が何かヘマをやろうものなら「待て！　貴様！」と鉄拳をふるう、やや御気性の荒っぽい宮様だったという。
1932年（昭和7年）10月3日、貴族院皇族議員に就任。1936年（昭和11年）4月1日に臣籍降下して貴族院議員の資格が消滅し、昭和天皇から伏見の家名を賜り、伯爵に叙せられる。第3連合通信隊司令部に属していたが、
1943年8月21日、アンボンより任地であるスラバヤへの帰途。、セレベス島南部ボネ湾上空で乗機が撃墜され戦死し、海軍少佐に特進する。
弔問には勅使が派遣され、幣帛及び榊を賜わる。また、葬送にも勅使が派遣され、玉串を賜った。さらに天皇・皇后・皇太后から賜金あり。
墓は青山霊園の警視庁墓地。伏見伯爵家の家督は、兄華頂博信の子で博英の養子となっていた伏見博孝が継いだ。

## 栄典
- 1928年（昭和3年）11月10日 -  大礼記念章[5]
- 1936年（昭和11年）3月2日 -  勲一等旭日桐花大綬章[6]
- 1940年（昭和15年）8月15日 -  紀元二千六百年祝典記念章[7]

## 血縁
- 父：伏見宮博恭王
- 母：徳川経子（公爵徳川慶喜九女）
- 兄弟：博義王 - 恭子女王 - 博忠王 - 博信王 - 敦子女王 - 知子女王 - 博英王
- 養子：博孝（兄・博信王の次男）
- 妻：柳沢豊子（1916年 - 1939年、伯爵柳沢保承三女）
  - 子：元子（堂本泰三夫人）
  - 子：誓寬（俗名・和子、京都得浄明院の住職）
- 後妻：黒田定子（男爵黒田長和長女）
  - 子：順子（夭折）
  - 子：佳子（1943年6月7日生[8]）（伏見和夫夫人。夫・和夫が義兄・博孝の養嗣子となり、伏見家を相続）
    - 孫：毛利文孝（旧豊後国佐伯藩主家毛利氏第15代当主）
- 再従姉：香淳皇后